# Vía romana del litoral aquitano
La vía romana del litoral aquitano (conocida como Camin arriaou o Luouade en gascón) es una calzada romana que unía Burdeos con Dax a través del País de Born. Constituye el tramo landés de la calzada romana Burdeos-Astorga.

## Presentación
Actualmente desaparecido, este antiguo eje de comunicación se ha conocido gracias a estudios aéreos y sobre la superficie, pero sobre todo gracias a su mención en el Itinerario de Antonino, texto antiguo que data del siglo III a. C.
Las fotografías aéreas realizadas sobre el departamento de las Landas han permitido su localización gracias a las anomalías cromáticas que visibilizaban la vía, especialmente en las zonas despejadas donde se podía seguir su trazado rectilíneo. La prospección sobre el terreno muestra que la vía, en este tramo, estaba asentada en una zona elevada de un ancho aproximado de 20 metros. Se componía de un terraplén abovedado y dos zanjas laterales que a menudo se rellenaban y que apenas eran visibles.

## Contexto
Existía previamente una red de caminos primitivos utilizados durante la protohistoria, como la que comunicaba los pequeños pueblos de la cuenca de Arcachon al sur del País de Born. El conquistador romano transformó y estructuró estas vías en grandes ejes de comunicación.
Se disponen de datos limitados sobre el trazado de los caminos de las Landas antes de la ocupación romana. Como pasa a menudo, estas rutas primitivas de origen protohistórico evitaron cuidadosamente las regiones pantanosas y el cruce de cursos de agua. Se formó así un primer conjunto de caminos, íntimamente ligados a las necesidades económicas (trashumancia y comercio en particular).
Más tarde, durante la conquista romana, una de las preocupaciones del conquistador fue dotar a los nuevos territorios de una red viaria coherente y práctica que permitiera a las legiones desplazarse rápidamente a las regiones más remotas y facilitar el movimiento de bienes y servicios.

## Itinerario
El camino arriaou se articula sobre el camino bougés en La Mothe, bastión histórico del país de Buch.
El camino cruza el Eyre y luego gira hacia el suroeste en línea recta hacia Sanguinet, donde se encontraba la antigua Losa de la Vía Antonina.
Luego gira en dirección a Biscarrosse que bordea hacia el este antes de perderse en el lago de Biscarrosse y Parentis. De hecho, hoy está sumergido por el retroceso de los lagos costeros, empujado hacia atrás por el cordón de dunas.
Un nuevo giro dirige el camino en dirección a la antigua mansio de Segosa, situada en el actual emplazamiento de la comuna de Saint-Paul-en-Born.
El camino luego se une a Mosconum y luego a la Civitas Aquensium (Dax).

## Investigaciones
Un programa internacional llamado De Hispania in Aquitania: itinéraires et chemins d'Espagne et d'Aquitaine sous l'Empire está liderado por el Instituto Ausonius de la Universidad Bordeaux-Montaigne.